# Георг Ахац II фон Лозенщайн
Георг Ахац II фон Лозенщайн-Гшвент (на немски: Georg Achatz II Graf von Losenstein-Gschwendt; * 1597; † 25 ноември 1653, Регенсбург, погребан в Гарстен) е граф, благородник от стария род Лозенщайн в Горна Австрия, господар на Лозенщайн и на Гшвент, императорски оберщалмайстер на император Фердинанд III, ландмаршал в Долна Австрия. От 1653 г. е рицар на хабсбургския Орден на Златното руно.

## Произход
Той е син на дворцовия маршал имперски граф Волфганг Зигмунд фон Лозенщайн († 1626) и Сузана фон Рогендорф († 1616), вдовица на Гундакар фон Щархемберг, дъщеря на Георг Еренрайх фон Рогендорф (1536 – 1590) и Елизабет де Тьобар (1535 – 1589). Баща му Волфганг Зигмунд фон Лозенщайн се жени втори път за Анна фон Щубенберг (1594 – 1624).
През 1692 г. родът Лозенщайн измира по мъжка линия със син му епископ, княз (от 1691) Франц Антон фон Лозенщайн-Гшвент (1642 – 1692). (1642 – 1692).

## Фамилия
Първи брак: с Анна Мария фон Фолкерсдорф († 1619), дъщеря на Волфганг Вилхелм фон Фолкерсторф († 1616) и Катарина фон Лихтенщайн (1572 – 1643), дъщеря на Хартман II фон Лихтенщайн (1544 – 1585) и графиня Анна Мария фон Ортенбург (1547 – 1601). Бракът е бездетен.
Втори брак: на 16 май 1621 г. с Анна Катарина Зееман цу Мангерн (* 1599; † 21 ноември 1624), дъщеря на фрайхер Вилхелм Зееман фон Мангерн и Фелицитас фон Рапах. Те имат децата:
- Сузана Фелицитас (1622 – 1640, погребана в Мария Енцерсдорф), омъжена за Георг Августин Кевенхюлер, господар на Лихтенщайн и Мьодлинг (* 19 септември 1615, Виена; † 18 март 1653, Виена)
- Волфганг Вилхелм (* 1623; † като дете)
- Анна Мария (* 1624; † 8 юни 1663, Виена), омъжена 1648 г. за граф Франц Георг Якоб Херберщайн „Стари“ († 17 януари 1664, Виена)
- дъщеря (*/† 6 ноември 1624, мъртвородена)

Трети брак: на 16/17 януари 1627 г. във Виена с Мария Анна Франциска фон Мансфелд-Фордерорт († 8 септември 1654, Виена, погребана там), дъщеря на Бруно III фон Мансфелд, господар на Борнщет (1576 – 1644), и Мария Манрике де Лара и Мандоза († 1636). Те имат 16 деца:
- Мария Терезия Елеонора (* 1628; † 27 април 1703, Виена)
- Бруно Франц Волфганг (* 12 април 1629, Виена; † 1630)
- Анна Елизабет (* 22 май 1630)
- Франц Адам фон Лозенщайн (* 30 юни 1631, Виена; † 7 август 1666), императорски камерхер на Фердинанд III, женен пр. 1666 г. за Мария Терезия фон Херберщайн (* 5 юни 1641; † 1682, Брюксел)
- Франц Фердинанд Венцел (* 1632)
- Мария Игнация (* 1633)
- Мария Маргарета (* 1634)
- Мария Катарина (* 1635; † 1691), омъжена на 31 януари 1654 г. във Виена за 1. княз Йохан Вайкхард фон Ауершперг (* 11 март 1615, дворец Зайзенберг; † 11 ноември 1677, дворец Зайзенберг)
- Йохан Рудолф (* ок. 1636; † в ранна детска възраст)
- Мария Магдалена (* ок. 1638), омъжена за фрайхер Волфганг Фридрих Хофман цу Грюнбюхел († 1658)
- Мария Сузана (* ок. 1639)
- Бруно (* 1640)
- Франц Антон фон Лозенщайн-Гшвент (* 1642, Виена; † 8 юни 1692, Виена), 1673 г. домпропст в Пасау и титулар-епископ на Дуриен (в Тунезия), княз (от 1691)
- Мария Кристина (* ок. 1643; † в ранна детска възраст)
- Мария Барбара (* ок. 1644; † като дете)
- Мария Розалия (* 22 октомври 1645, Виена; † 5 октомври 1700), омъжена 1667 г. за граф Йохан Квинтин Йоргер цу Толет (* 1624; † 17 февруари 1705, Виена)